# 小行星9877
小行星9877（英語：9877）是一颗围绕太阳公转的小行星。1993年9月18日，亨利·E·霍爾特在帕洛马山发现了此天体。
这颗小行星的绝对星等为317.807955282541等。